# Moreno Giusto
Pour les articles homonymes, voir Giusto.
Moreno Giusto est un joueur de football belge d'origine italienne, né le 3 novembre 1961 qui évolue au poste de défenseur central.

## Biographie
Moreno Giusto joue au Royal Football Club de Liège, club belge de division 1, de 1980 à 1995. Il participe avec cette équipe à 207 matches, dont 195 en première division[réf. nécessaire].  
Il remporte la Coupe de la Ligue belge 1986, jouée au Bosuilstadion, ainsi que la finale de la Coupe de Belgique 1990, jouée au stade du Heysel. Ce dernier sacre lui permet de disputer la Coupe des coupes la saison suivante. Il dispute 6 matchs lors de cette compétition, atteignant le stade des quarts de finale, en étant battu par la Juventus de Turin. 
À l'issue de sa carrière de joueur, il se reconvertit comme restaurateur.

## Palmarès
- Vainqueur de la Coupe de la Ligue belge (Coupe Callebaut) en 1986 avec le RFC Liège
- Vainqueur de la Coupe de Belgique en 1990 avec le RFC Liège